# Bruno Stevenheydens
Bruno A.F. Stevenheydens, né le 13 février 1968 à Anvers est un homme politique belge flamand, membre du Vlaams Belang.
Il est licencié en criminologie.
En désaccord avec son parti, il annonce le 28 avril 2010 qu'il ne sera plus candidat à sa réélection.

## Fonctions politiques
- Ancien secrétaire du groupe Vlaams Belang du parlement flamand.
- Ancien conseiller province de Flandre-Orientale.
- Conseiller communal de Beveren.
- Député fédéral du 10 juin 2007 au 6 mai 2010.